# Stéphane Traineau
Stéphane Traineau (Cholet, 16 giugno 1966) è un ex judoka francese.

## Palmarès
- Giochi olimpici

Atlanta 1996: bronzo nei 95 kg.
Sydney 2000: bronzo nei 100 kg.
- Mondiali

Barcellona 1991: oro nei 95 kg.
Hamilton 1993: bronzo nei 95 kg.
Chiba 1995: bronzo nei 95 kg.
- Europei

Francoforte 1990: oro nei 95 kg.
Praga 1991: bronzo nei 95 kg.
Parigi 1992: oro nei 95 kg.
Atene 1993: oro nei 95 kg.
Birmingham 1995: bronzo nei 95 kg.
Bratislava 1999: oro nei 100 kg.
- Giochi del Mediterraneo

Agde 1993: oro nei 95 kg.
Bari 1997: bronzo nei 95 kg.